# Melastiza
Melastiza is een schimmel in de familie Pyronemataceae. Het lectotype is Melastiza miniata. Ze produceren oranje apothecia met aan de rand bleke of donkeren haren. De asci zijn 8-sporig en inamyloïde.

## Soorten
Volgens Index Fungorum telt het geslacht 14 soorten (peildatum oktober 2022):
| Soortnaam                                              | Auteur(s)                             | Publicatiejaar |
| ------------------------------------------------------ | ------------------------------------- | -------------- |
| Melastiza chateri (Gewoon korthaarschijfje)            | (W.G. Sm.) Boud.                      | 1907           |
| Melastiza contorta                                     | (Massee & Crossl.) Spooner & Y.J. Yao | 1995           |
| Melastiza cornubiensis (Groot korthaarschijfje)        | (Berk. & Broome) J. Moravec           | 1992           |
| Melastiza flavorubens (Knobbelsporig korthaarschijfje) | (Rehm) Pfister & Korf                 | 1971           |
| Melastiza greletii                                     | Le Gal                                | 1958           |
| Melastiza kumouensis                                   | K.B. Khare                            | 1985           |
| Melastiza latispora                                    | (J. Moravec) Van Vooren               | 2017           |
| Melastiza laxmannii                                    | (Weinm.) Boud.                        | 1907           |
| Melastiza phaeoloma                                    | (Wallr.) Boud.                        | 1907           |
| Melastiza rozei                                        | (Boud.) Spooner & Y.J. Yao            | 1995           |
| Melastiza rubicunda                                    | (Quél.) Boud.                         | 1907           |
| Melastiza rubra                                        | (L.R. Batra) Maas Geest.              | 1967           |
| Melastiza scotica                                      | Graddon                               | 1961           |
| Melastiza tetraspora                                   | Dissing & Sivertsen                   | 1993           |